# Digue du lac de Homs
La digue du lac de Homs, en Syrie, retient les eaux de l'Oronte en amont de la ville de Homs. Selon Henri Seyrig, « on ne voit guère que [la digue] n'ait pu être construite pour autre chose que pour [la ville de Homs et sa banlieue maraîchère]. Du reste, ce coûteux ouvrage, haut de 5 m. et long de 850 m., n'a évidemment été bâti que par une ville déjà riche et considérable. Or cette prospérité, Émèse ne l'a connue que sous l'empire romain — c'est-à-dire justement à l'époque où semble pouvoir remonter l'appareil de la digue. »